# Madeleine M. Joullié
Madeleine M. Joullié (Paris, 29 de março de 1927) é uma química americana. Ela foi a primeira mulher docente de química da Universidade da Pensilvânia, assim como a primeira química orgânica a receber um cargo efetivo (tenure, em inglês) em uma grande universidade americana. Ela já foi membro do conselho administrativo da American Chemical Society. Também foi uma das primeiras autoridades da equipe de inclusão de minorias na Universidade da Pensilvânia. Jouillié tem um histórico distinto tanto como professora de química orgânica de graduação e pós-graduação, como de mentora de alunos.
Joullié é uma pesquisadora ativa no campo de química orgânica. Ela publicou três livros didáticos sobre a área, mais de 18 artigos de revisão e de 300 artigos científicos. Seu trabalho na síntese de compostos orgânicos como tilorona, furanomicina e vários ciclopeptídeos levou ao desenvolvimento de antibióticos e antivirais. Joullié recebeu vários prêmios, incluindo a Medalha Garvan de 1978 da American Chemical Society, em reconhecimento às suas realizações no ensino e na pesquisa.

## Biografia
Madeleine Joullié nasceu em Paris, França, em 1927. Pouco depois, seu pai, um empresário internacional, se mudou para o Rio de Janeiro, Brasil. Lá ela estudou no Lycée Français. A família também viveu brevemente em São Paulo, onde ela frequentou Liceu Rio Branco, uma escola particular.
Joullié mudou-se para os Estados Unidos para estudar em 1946. Ela recebeu o diploma de bacharel em química em 1949 pela Simmons College, uma faculdade para mulheres, em Boston.  Após isso, ela se mudou para a Filadélfia, onde foi a única estudante de graduação em tempo integral em química, na Universidade da Pensilvânia. Sequer haviam banheiros femininos no prédio de química. Ela obteve seu mestrado pela Universidade da Pensilvânia em 1950, e um doutorado em 1953. Ela trabalhou com Allan R. Day, que inspirou Joullié tanto como como pesquisador quanto como professor.
Na universidade, Joullié conheceu Richard E. Prange (1932–2008), um físico teórico da área de matéria condensada. Eles se casaram em 1959.

## Carreira
Em 1953, Madeleine Joullié ingressou no corpo docente de química da Universidade da Pensilvânia, sendo a primeira mulher realizar tal feito. Originalmente em um cargo não efetivo, Joullié ensinava química orgânica cinco dias por semana, além de ser encarregada pelo laboratório. Em seus primeiros cinco anos, nenhum aluno de pós-graduação quis trabalhar com ela, então ela prosseguiu suas pesquisas em colaboração com alunos de graduação. À medida que mais mulheres entraram no departamento, primeiro as alunas e então os alunos de pós-graduação começaram a trabalhar com ela.
Joullié recebeu uma bolsa Fulbright para lecionar na Universidade do Brasil (1965). Neste período ela escreveu um livro em português sobre química heterocíclica. Ela também foi professora visitante na  Universidade Columbia (1968), CRNS (Grenoble, França, 1987), na Universidade da California em Santa Bárbara (1989) e na  Universidade de Cambridge (Inglaterra, 1997), mas passou a maior parte de sua carreira na Universidade da Pensilvânia. Joullié tornou-se professora titular em 1974.

### Contribuições para a comunidade
Joullié era ativa no comitê de segurança da UPenn, ajudando a identificar e aplicar diretrizes de trabalho seguro no departamento de química.
Em 1970, Joullié e Mildred Cohn trabalharam no Comitê Sobre o Status da Mulher, que reuniu dados e documentou que as mulheres na UPenn tinham status menor que o de homens. A porcentagem de mulheres ocupando cargos docentes estava bem abaixo da porcentagem de mulheres com doutorado qualificadas para fazê-lo. Além disso, as mulheres que ocupavam tais posições possuíam cargos inferiores, recebiam salários mais baixos e esperavam mais pela promoção do que homens. Neste período, Joullié era uma das pouquíssimas mulheres docentes da Escola de Artes e Ciências. O comitê desenvolveu diretrizes de ação afirmativa, apoiando os esforços da universidade para recrutar mais mulheres e professores de grupos que fossem minorias.
Ainda na década de 1970, o reitor Vartan Gregorian a indicou para ser uma das primeiras pessoas da equipe de ação afirmativa na Universidade da Pensilvânia. Entre 1976 e 1980, Joullié atuou como revisora dos processos de contratação e promoção da Escola de Artes e Ciências, comparando currículos de candidatos homens e mulheres. Em algumas ocasiões, quando sentiu que mulheres qualificadas haviam sido ignoradas no processo, ela se recusou a assinar novas contratações. Sua performance no cargo levou o reitor (provost) Eliot Stellar a nomeá-la como presidente do Conselho para a Igualdade de Oportunidade, supervisionando a equipe de ação afirmativa em todos os departamentos da universidade.  Sobre suas atividades de ação afirmativa, Joullié diz:
"Servi nesta função por sete anos, sem receber ajuda, pagamento extra ou qualquer assistência a professores... Não foi um trabalho agradável, mas ele produziu resultados. A Escola de Artes e Ciências teve tanto sucesso em seu programa de ação afirmativa que o reitor me pediu para presidir o Conselho de Oportunidades Iguais para supervisionar os programas de ação afirmativa de todas as escolas da Penn."
Descrita pela professora Helen Davies como "destemida e formidável", Joullié é creditada como tendo desempenhado um papel fundamental na criação de uma cultura de igualdade para as mulheres na universidade. Joullié também ajudou a American Chemical Society a desenvolver diretrizes profissionais para químicos.

### Realizações científicas
Joullié desenvolveu pesquisas em diversas áreas da química orgânica. Ela defende a importância de não se ater a uma única área de pesquisa, visto que a química pode ser aplicada a qualquer campo do conhecimento, e, portanto, não é possível saber de antemão qual pesquisa será importante. Tal crença é refletida em suas diversas contribuções.
No início de sua carreira, o orientador de seu Ph.D., Allan R. Day, a interessou em compostos heterocíclicos. Suas primeiras pesquisas foram na área de scaffolds (suportes porosos) aromáticos e heterocíclicos, e de heterociclos fluorados.  Ela também fez pesquisas significativas sobre cetonas heterocíclicas na década de 70, em colaboração com Peter Yates, da Universidade de Toronto, pelas quais recebeu o prêmio ACS Philadelphia Section em 1972. No início dos anos 70, ela sintetizou com sucesso o tilorone, um indutor de interferon que ajuda a proteger as células.
Desde então, Joullié realizou muitas pesquisas sobre a síntese de produtos naturais. Em 1980, ela descreveu a primeira síntese total assimétrica do antibiótico (+) - furanomicina, que foi o primeiro uso do Ugi 4CC na síntese de um aminoácido não proteinogênico. Ela ajudou a desenvolver metodologias para substituição aromática e introduziu o termo "transferência de quiralidade". Seu trabalho subsequente levou à síntese total de vários produtos naturais, incluindo muscarina, geiparvarina, ascofuranona, furanomicina e dihidromauritina A. As pesquisas de Joullié sobre a síntese de produtos naturais tornou possíveis estudos sobre os efeitos biomédicos dos mesmos, o que não podia ser feito anteriormente devido à dificuldade de obtê-los em grande quantidade.
Trabalhando com o especialista em câncer Judah Folkman, na Escola de Medicina Harvard, e Paul B. Weisz, na Universidade da Pensilvânia, Joullié ajudou a sintetizar o sulfato de beta-ciclodextrina. Trata-se de uma molécula de açúcar em forma de anel que se liga às paredes dos vasos sanguíneos em crescimento de forma muito eficiente. Ao capturar e distribuir moléculas de cortisona de forma mais eficiente, ela diminui o crescimento de novos capilares. A expansão da rede de capilares (angiogênese aberrante) é parte essencial do crescimento e disseminação de tumores malignos. Focar tais angiogêneses se tornou uma parte importante de tratamentos quimioterápicos. Testes comprovaram que os compostos sintetizados por Joullié tornaram os tratamentos originais de Folkman de 100 a 1000 vezes mais potentes. O sulfato de beta-ciclodextrina também é útil para limitar a reestenose, o crescimento de células nas paredes das artérias em locais de procedimentos cirúrgicos, o que pode levar a bloqueios.

## Prêmios
Madeleine M. Joullié recebeu um grande número  de prêmios, incluindo:
- Prêmio Edward Leete (2009)[12]
- Arthur C. Cope Senior Scholar Award (2002) da American Chemical Society[13]
- Prêmio de Conquistas Excepcionais da Universidade da Pensilvânia para Estudantes de Graduação Associados e Phi Lambda Upsilon  (1999)
- Prêmio ACS por Encorajar Mulheres em Carreiras nas Ciências Químicas (1998)[14]
- H. Martin Friedmann Lectureship, Rutgers University (1995)
- Prêmio Henry Hill (1994)[15]
- Prêmio do Clube de Químicos Orgânicos da Filadélfia (1994[16]
- Prêmio do Capítulo da Filadélfia da Segunda Associação Anual de Mulheres Americanas na Ciência(1991)
- Prêmio Lindback de Excelência em Ensino (1991)
- 34º Prêmio Scroll do Instituto Americano de Químicos (1988)[17]
- Prêmio da American Cyanamid Faculty (1984)
- Medalha Garvan (1978)[18]